# Piotr Sławiński (poeta i historyk)
Piotr Sławiński (ur. 27 września 1968 w Sandomierzu) – polski historyk, poeta, nauczyciel.

## Życiorys
Ukończył II Liceum Ogólnokształcące im. T. Kościuszki w Sandomierzu (1987) i podjął studia na kierunku historia w Wyższej Szkole Pedagogicznej im. J. Kochanowskiego w Kielcach. W 1992 obronił pracę magisterską nt. Gimnazjum i Liceum Męskie im. Marszałka Józefa Piłsudskiego w Sandomierzu w latach 1915–1939. W 2003 obronił napisaną pod kierunkiem prof. Wiesława Cabana dysertację na temat Szkolnictwo elementarne i średnie w Sandomierzu w latach 1815–1914 na Akademii Świętokrzyskiej i otrzymał tytuł doktora nauk humanistycznych w zakresie historii. Pracował jako nauczyciel w szkołach średnich w Sandomierzu oraz w Państwowej Wyższej Szkole Zawodowej im. prof. Stanisława Tarnowskiego w Tarnobrzegu.
Jego dorobek naukowy i twórczy, obejmujący głównie historię szkolnictwa oraz religijności. Jest autorem kilkunastu książek i ponad stu artykułów naukowych i popularnonaukowych. 
Szczególnie interesuje się XIX i XX-wieczną religijnością rzymskokatolicką i prawosławną na terenie Królestwa kongresowego i II Rzeczypospolitej. Przyniosło to plon w postaci licznych publikacji dotyczących powyższych zagadnień. Innym z jego zainteresowań są mity i legendy Celtów i Germanów. Jest członkiem redakcji naukowej serii wydawniczej Biblioteka Celtycka wydawanej przez Wydawnictwo Armoryka.
W 2018 został odznaczony Srebrnym Krzyżem Zasługi.

## Twórczość
Druki zwarte o tematyce historycznej
- Kościół Polskokatolicki w Sandomierzu, Sandomierz 1997, ss. 20, ISBN 83-900423-4-7
- Sandomierski Zbór Kościoła Adwentystów Dnia Siódmego w R.P., Sandomierz 1997, ss. 20, ISBN 83-900423-7-1
- Zbór „Chrześcijańska Społeczność” w Sandomierzu, Sandomierz, 1997, ss. 20, ISBN 83-900423-9-8
- Cmentarz Prawosławny w Sandomierzu, Sandomierz 1998, ss. 96, ISBN 83-910111-0-0
- Collegium Gostomianum. Szkolnictwo średnie w Sandomierzu w latach 1915–1944, t. III, Sandomierz 2002, ss. 166, ISBN 83-917565-4-8
- Cmentarze, groby i zbiorowe mogiły na wzgórzu świętopawelskim w Sandomierzu, Sandomierz 2003, ss. 8, ISBN 83-910111-2-7
- Parafie prawosławne w Opatowie w latach 1778–1915, Sandomierz 2006, ss. 90, ISBN 83-60276-10-2;

/wydanie II, Sandomierz 2009, ss. 90, ISBN 978-83-7639-003-1 (dokument elektroniczny)/
- Parafia Przemienienia Pańskiego w Przybysławicach, [w:] Z dziejów parafii Przybysławice. Publikacja przygotowana i wydana dla uczczenia Jubileuszu 680-lecia Parafii Przybysławice 1326–2006 [Piotr Sławiński, Marek Łuszczyński, Wiesław Chmielewski], Sandomierz-Przybysławice 2007, s. 17–87, ISBN 978-83-7300-906-6
- Cmentarz Katedralny w Sandomierzu, Sandomierz 2007, ss. 80, ISBN 978-83-7300-912-7
- Szkoła Rzemieślniczo-Niedzielna w Sandomierzu w latach 1839–1906, Sandomierz 2008, ss. 84, ISBN 978-83-60276-56-3;

/wydanie II, Sandomierz 2009, ss. 84, ISBN 978-83-7639-031-4 (dokument elektroniczny)/
- Prawosławie w Sandomierzu i okolicy, Warszawa 2008, ss. 208, ISBN 978-83-60311-16-5
- Szkolnictwo elementarne Sandomierza w latach 1815–1914, Sandomierz 2012, ss. 300, ISBN 978-83-62661-66-4, ISBN 978-83-60084-13-7
- Pamiątki kultu religijnego w gminie Obrazów, Urząd Gminy w Obrazowie, Obrazów 2016, ss. 318, ISBN 978-83-944155-0-1
- Stefan Żarski 1882-1944, Polskie Towarzystwo Turystyczno-Krajoznawcze Oddział im. Aleksandra Patkowskiego w Sandomierzu, Sandomierz 2019, ss. 32; ISBN 978-83-914359-4-6

Tomiki poezji
- Kiedyś nadejdzie dzień..., Sandomierz 1999, ss. 64 /poezja/, ISBN 83-87615-02-1
- Pejzaż cmentarny, Sandomierz 1999, ss. 32 /poezja/, ISBN 83-87615-03-X
- Budzenie mroku, Sandomierz 2000, ss. 32 /poezja/, ISBN 83-904178-8-X